# Ronde van Spanje 2009/Achtste etappe
De achtste etappe van de Ronde van Spanje 2009 werd verreden op 6 september 2009. Het was een bergetappe over 206 kilometer van Alzira naar de top van de berg Alto de Aitana. Onderweg moesten 8 cols beklommen worden waaronder de slotklim. De etappe werd gewonnen door de Italiaan Damiano Cunego.

## Uitslagen
| Uitslag etappe | Uitslag etappe     | Uitslag etappe     | Uitslag etappe    | Uitslag etappe |
| rang           | renner             | land               | ploeg             | tijd           |
| -------------- | ------------------ | ------------------ | ----------------- | -------------- |
| 1              | Damiano Cunego     | Vlag van Italië    | Lampre            | 6:04.54        |
| 2              | David Moncoutié    | Vlag van Frankrijk | Cofidis           | + 33"          |
| 3              | Robert Gesink      | Vlag van Nederland | Rabobank          | + 36"          |
| 4              | Cadel Evans        | Vlag van Australië | Silence-Lotto     | + 44"          |
| 5              | Alejandro Valverde | Vlag van Spanje    | Caisse d'Epargne  | + 44"          |
| 6              | Samuel Sánchez     | Vlag van Spanje    | Euskaltel-Euskadi | + 44"          |
| 7              | Tadej Valjavec     | Vlag van Slovenië  | AG2R-La Mondiale  | + 50"          |
| 8              | Ivan Basso         | Vlag van Italië    | Liquigas          | + 50"          |
| 9              | Ezequiel Mosquera  | Vlag van Spanje    | Xacobeo-Galicia   | + 50"          |
| 10             | Joaquím Rodríguez  | Vlag van Spanje    | Caisse d'Epargne  | + 50"          |

| Algemeen klassement | Algemeen klassement | Algemeen klassement       | Algemeen klassement    | Algemeen klassement |
| rang                | renner              | land                      | ploeg                  | tijd                |
| ------------------- | ------------------- | ------------------------- | ---------------------- | ------------------- |
|                     | Cadel Evans         | Vlag van Australië        | Silence-Lotto          | 31u 05' 02"         |
| 2                   | Alejandro Valverde  | Vlag van Spanje           | Caisse d'Epargne       | + 02"               |
| 3                   | Samuel Sánchez      | Vlag van Spanje           | Euskaltel-Euskadi      | + 08"               |
| 4                   | Tom Danielson       | Vlag van Verenigde Staten | Team Garmin-Slipstream | + 13"               |
| 5                   | Robert Gesink       | Vlag van Nederland        | Rabobank               | + 29"               |
| 6                   | Ivan Basso          | Vlag van Italië           | Liquigas               | + 46"               |
| 7                   | Damiano Cunego      | Vlag van Italië           | Lampre                 | + 1' 26"            |
| 8                   | Haimar Zubeldia     | Vlag van Spanje           | Astana                 | + 1' 37"            |
| 9                   | Ezequiel Mosquera   | Vlag van Spanje           | Xacobeo-Galicia        | + 1' 46"            |
| 10                  | Juan José Cobo      | Vlag van Spanje           | Fuji-Servetto          | + 2' 03"            |

## Nevenklassementen
| Puntenklassement | Puntenklassement | Puntenklassement          | Puntenklassement       | Puntenklassement |
| rang             | renner           | land                      | ploeg                  | punten           |
| ---------------- | ---------------- | ------------------------- | ---------------------- | ---------------- |
|                  | André Greipel    | Vlag van Duitsland        | Team Columbia-HTC      | 83               |
| 2                | Tom Boonen       | Vlag van België           | Quick Step             | 75               |
| 3                | Tyler Farrar     | Vlag van Verenigde Staten | Team Garmin-Slipstream | 67               |

| Bergklassement | Bergklassement    | Bergklassement     | Bergklassement | Bergklassement |
| rang           | renner            | land               | ploeg          | punten         |
| -------------- | ----------------- | ------------------ | -------------- | -------------- |
|                | David Moncoutié   | Vlag van Frankrijk | Cofidis        | 60             |
| 2              | Pieter Weening    | Vlag van Nederland | Rabobank       | 48             |
| 3              | Johnny Hoogerland | Vlag van Nederland | Vacansoleil    | 31             |

| Combinatieklassement | Combinatieklassement | Combinatieklassement | Combinatieklassement | Combinatieklassement |
| rang                 | renner               | land                 | ploeg                | punten               |
| -------------------- | -------------------- | -------------------- | -------------------- | -------------------- |
|                      | Cadel Evans          | Vlag van Australië   | Silence-Lotto        | 17                   |
| 2                    | Damiano Cunego       | Vlag van Italië      | Lampre               | 25                   |
| 3                    | Alejandro Valverde   | Vlag van Spanje      | Caisse d'Epargne     | 27                   |

| Ploegenklassement | Ploegenklassement | Ploegenklassement   | Ploegenklassement | Ploegenklassement |
| rang              | ploeg             | land                | tijd              |                   |
| ----------------- | ----------------- | ------------------- | ----------------- | ----------------- |
|                   | Caisse d'Epargne  | Vlag van Spanje     | 93u 17' 20"       |                   |
| 2                 | Astana            | Vlag van Kazachstan | +3' 20"           |                   |
| 3                 | Silence-Lotto     | Vlag van België     | +6' 12"           |                   |

## Opgaves
- Giovanni Bernaudeau (Bbox Bouygues Télécom)
- Vincent Jérôme (Bbox Bouygues Télécom )
- Andy Schleck (Team Saxo Bank)

1e etappe ·
2e etappe ·
3e etappe ·
4e etappe ·
5e etappe ·
6e etappe ·
7e etappe ·
8e etappe ·
9e etappe ·
10e etappe ·
11e etappe ·
12e etappe ·
13e etappe ·
14e etappe ·
15e etappe ·
16e etappe ·
17e etappe ·
18e etappe ·
19e etappe ·
20e etappe ·
21e etappe
Startlijst · Eindstanden · Afbeeldingen
 winnaars · rode trui · 
 puntenklassement · 
 bergklassement · 
 combinatieklassement · 
 jongerenklassement · 
 ploegenklassement · 
 strijdlust

 Belgische leiderstruidragers · etappewinnaars

 Nederlandse leiderstruidragers · etappewinnaars
1935 · 1936 · 1937 · 1938 · 1939 · 1940 · 1941 · 1942 · 1943 · 1944 · 1945 · 1946 · 1947 · 1948 · 1949 · 1950 · 1951 · 1952 · 1953 · 1954 · 1955 · 1956 · 1957 · 1958 · 1959 · 1960 · 1961 · 1962 · 1963 · 1964 · 1965 · 1966 · 1967 · 1968 · 1969 · 1970 · 1971 · 1972 · 1973 · 1974 · 1975 · 1976 · 1977 · 1978 · 1979 · 1980 · 1981 · 1982 · 1983 · 1984 · 1985 · 1986 · 1987 · 1988 · 1989 · 1990 · 1991 · 1992 · 1993 · 1994 · 1995 · 1996 · 1997 · 1998 · 1999 · 2000 · 2001 · 2002 · 2003 · 2004 · 2005 · 2006 · 2007 · 2008 · 2009 · 2010 · 2011 · 2012 · 2013 · 2014 · 2015 · 2016 · 2017 · 2018 · 2019 · 2020 · 2021 · 2022 · 2023 · 2024 · 2025